# Robbedoes (tekenfilmserie)
Robbedoes is een Frans-Canadese animatieserie, gebaseerd op de stripreeks Robbedoes en Kwabbernoot in de versie van Tome en Janry.
De serie telt 52 afleveringen van ongeveer een half uur elk, verdeeld over twee seizoenen. Ze zijn geproduceerd in 1992. De serie is een samenwerking van verschillende partijen. De serie werd geproduceerd door Dupuis Audiovisuel en CinéGroupe. De regie van de hele serie was in handen van Michel Gauthier. De serie is onder andere uitgezonden in Frankrijk, België, Nederland en Canada. In Nederland werd het uitgezonden op Nederland 3 door de KRO. In 2006 is er ook een nieuwe serie gemaakt waarin Robbedoes en Kwabbernoot de hoofdrol spelen. Deze heeft niets te maken met de serie uit de jaren 90.

## Nederlandse stemmen
- Robbedoes - Tony Neef
- Kwabbernoot - Wiebe-Pier Cnossen
- Spip en Jessica - Edna Kalb
- Graaf van Rommelgem - Paul van Gorcum
- Dibbel - Fred Butter
- Overigen - Hero Muller, Just Meijer, Lucie de Lange en Fred Meijer